# خوينا
خوينا (بالبولندية: Chojna) هي بلدة في محافظة غرب بوميرانيا، غربي بولندا. يبلغ عدد سكان البلدة 7,187 نسمة حسب إحصاء 2006. تقع البلدة على بعد حوالي 60 كيلومترا (37 ميلا) جنوب شتشين، بالقرب من البلدتين الحدوديين مع ألمانيا (هوفنتزن و شفيدت) على ضفاف نهر أودر.

## السكان
| السنة | عدد السكان |
| ----- | ---------- |
| 1719  | 1,371      |
| 1750  | 2,210      |
| 1801  | 3,249      |
| 1850  | 5,292      |
| 1875  | 6,350      |
| 1880  | 6,568      |
| 1890  | 5,864      |
| 1933  | 6,276      |
| 1939  | 6,756      |
| 2006  | 7,187      |
| 2011  | 7,378      |

## علاقات دولية
لدى مدينة خوينا اتفاق توأمة مع المدن التالية:
 ألتيا، إسبانيا - 1991
 باد كوتستينغ، ألمانيا - 1991
 بيلاجيو، إيطاليا - 1991
 بوندوران، جمهورية أيرلندا - 1991
 غرانفيل، فرنسا - 1991
 هوفاليز، بلجيكا - 1991
 هولستيبرو، الدنمارك - 1991
 شيربيك، بلجيكا - 1991
 ميرسن، هولندا - 1991
 نييديرانفن، لوكسمبورغ - 1991
 بروزة، اليونان - 1991
 سيسيمبرا، البرتغال - 1991
 شيربورن، المملكة المتحدة - 1991
 كاركيلا، فنلندا - 1997
 أوكسيلوسوند، السويد - 1998
 يودنبورغ، النمسا - 1999
 كوسيغ، المجر - 2004
 سيغولدا، لاتفيا - 2004
 سوشيتسا، التشيك - 2004
 توري، إستونيا - 2004
 زفولن، سلوفاكيا - 2007
 بريناي، ليتوانيا - 2008
 مارساسكالا، مالطا - 2009
 سيريت، رومانيا - 2010
 تريافنا، بلغاريا - 2011

## توأمة
لخوينا اتفاقيات توأمة مع كل من:
- شفيدت
- ألتيا
- باد كوتستينغ
- بيلاجيو
- بوندوران
- غرانفيل
- هولستيبرو
- هوفاليز
- ميرسن
- Niederanven [الإنجليزية]‏
- بروزة
- Sesimbra [الإنجليزية]‏
- Sherborne [الإنجليزية]‏
- كاركيلا
- Oxelösund [الإنجليزية]‏
- يودنبورغ
- كوسيغ
- سيغولدا
- سوشيتسا
- Türi Parish [الإنجليزية]‏
- زفولن
- بريناي
- مارساسكالا
- سيريت
- Agros, Cyprus [الإنجليزية]‏
- شكوفجا لوكا
- تريافنا

## مقالات متعلقة
- فرانز فيليكس أدالبيرت كون

## أعلام
- فرانز فيليكس أدالبيرت كون